# Robert Crown
Robert Crown (in russo Роман Васильевич Кроун?; Perth, 21 dicembre 1753 – San Pietroburgo, 21 aprile 1841) è stato un ammiraglio russo, già distintosi come ufficiale della Royal Navy nel corso della guerra d'indipendenza americana. Passato al servizio della zarina Caterina II, servì poi sotto gli zar Paolo I, Alessandro I e Nicola I, distinguendosi nel corso delle guerre napoleoniche.

## Biografia
Nacque presso la fattoria di Mortun a un miglio da Perth, Scozia, il 21 dicembre 1753, all'interno di una famiglia appartenente al Clan Gregor. Deciso ad intraprendere la carriera in marina, ma non volendo deludere i suoi genitori, accettò di diventare un commerciante e all'età di 11 anni fu mandato nell'ufficio del mercante a Provsh Simson. Scappò di casa e si diresse a piedi verso Edimburgo, ma fu intercettato a Leithè, trovato da due braccianti inviati dai suoi genitori. Il bambino, commosso dal racconto della disperazione della madre, venne portato a casa. Tuttavia suo padre decise di assecondarne la decisione di entrare in marina, cui si unì anche la madre a condizione che il figlio prestasse servizio su una piccola nave postale a un albero che faceva servizio tra Perth e Londra.
Iniziò successivamente il suo servizio in mare con la Marina mercantile britannica, raggiungendo il Madagascar,  Bombay, in India, la Virginia, l'Irlanda, il Québec, Barcellona. Intorno al 1778 si unì alla Royal Navy, come nostromo, dapprima sullo sloop Cormorant operante in Mar Rosso, al comando del capitano Williamson.  Si imbarcò poi sulla fregata Odeon, al comando del captain Charles Maurice Pool, in forza alla squadra navale dell'ammiraglio Edward Vernon in partenza per Madras, in India. Partecipò alla guerra d'indipendenza americana prestando servizio durante all'assedio di Pondicherry. In seguito la fregata Odeon fu incaricata di trasferire in Gran Bretagna il catturato luogotenente governatore di Pondicherry, arrivando a Sheerness dopo una navigazione di tre mesi e dieci giorni. Alla fregata fu poi ordinato di unirsi alla squadra navale del commodoro Johnstone, che doveva raggiungere Lisbona in occasione della guerra con spagnoli e francesi.
Lungo la strada, il distaccamento del commodoro Johnstone catturò una fregata spagnola da 36 cannoni al largo di Capo Finisterre, dopodiché la squadra entrò in sicurezza nel fiume Tago e si ancorò nel porto di Lisbona. La fregata Odeon fu inviata in crociera al largo di Capo Finistere, ma dopo tre settimane di navigazione, sulla nave scoppiò un'epidemia, e tutti gli ufficiali, compreso il capitano Holm, si ammalarono, e lui assunse il comando interinale della nave. Dopo la fine delle ostilità la fregata rientrò in Gran Bretagna e venne disarmata.
All'inizio del 1788 passò al servizio della zarina Caterina II e divenne ufficiale della Marina imperiale russa, assegnato alla flotta del Baltico, mantenendo il grado di tenente e adottando il patronimico russo di Roman Vasiljevitj.
Il 10 marzo 1788 fu promosso capitano tenente e gli fu assegnato il comando del cutter da 22 cannoni Merkuriy. Al comando di tale nave partecipò alla guerra russo-svedese eseguendo missioni di pattugliamento nel Mar Baltico, e il 10 maggio 1789 catturò il cutter svedese Snappopp al largo di Carlscrona. Si distinse nella cattura della fregata svedese da 44 cannoni Venus nel fiordo di Christiania il 21 maggio 1789. Portatosi a poppa della Venus, con il fuoco dell'artiglieria abbatté il sartiame della fregata, mantenendo la sua nave in una zona dove la maggior parte della superiore artiglieria nemica non poteva colpirlo. Dopo circa un'ora e mezza di battaglia, la Venus ammainò la bandiera, e i 280 membri dell'equipaggio si arresero. Le perdite tra l'equipaggio del Merkuriy ammontarono a 4 morti e 6 feriti. Promosso al rango di secondo capitano fu insignito dell'Ordine di San Giorgio di quarta classe.
Nell'inverno 1788-1789 lui e e molti altri insoddisfatti ufficiali navali inglesi al servizio della Russia furono avvicinati da funzionari del governo svedese che cercavano di convincerli a lasciare la marina imperiale per arruolarsi nella marina reale svedese. Prima che i negoziati fossero conclusi, alle navi della marina russa che avevano svernato in Danimarca fu ordinato di riprendere il mare. Assunto il comando della Venus partecipò alla battaglia di Reval (13 maggio 1790), per la quale ricevette una spada d'oro con la scritta al coraggio.  Nella battaglia della baia di Vyborg (23 giugno 1790) affondò o catturò 12 navi a remi e 4 galee, e il 4 luglio, insieme al vascello da 66 cannoni Isiaslav, catturò il vascello da 64 cannoni Rättvisan. Per i suoi meriti fu insignito dell'Ordine di San Vladimiro di terza classe, ricevette una pensione di 1.000 rubli d'argento, e fu promosso al rango di primo capitano. Nel 1791, insieme a molti altri ufficiali di origine britannica, fu trasferito nel Mar Nero in vista della guerra contro l'Inghilterra, ritornando nel Baltico nel 1794. Nel 1795 fu comandante del vascello da 74 cannoni Pobedoslav,  nel 1795 di quello da 100 cannoni Sviatoi Nikolai Chudotvorets, e nel 1797 di quello da 74 cannoni Pobedoslav.
Nel 1798-1799 partecipò alla Invasione anglo-russa dell'Olanda, come comandante del vascello da 74 cannoni Mstislav, dove si distinse nella cattura della flotta franco-olandese al largo di Capo Gelder. Per questo, il 29 gennaio 1799 ricevette il grado di contrammiraglio, alzando la sua insegna sul vascello da 66 cannoni Isiaslav.  Nel 1800, imbarcato sul vascello da 100 cannoni Rotislav, fu comandante della squadra navale di Reval.  Tra il 1801 e il 1803 rimase a terra,  e l'11 febbraio 1804 promosso vice ammiraglio, alzò la sua insegna sul vascello da 74 cannoni Yaroslav. Tra il 1805 e il 1807 rimase a terra, e poi, con lo scoppio delle ostilità contro la Gran Bretagna fu posto in congedo. 
Nel 1812 il viceammiraglio fu inviato ad Arcangelo, dove ricevette in consegna sei nuove navi e andò in Inghilterra per la rotta settentrionale. Insieme a una squadra inglese partecipò al blocco dei porti di Francia, Olanda e Danimarca, nonché alla cattura di navi dirette ai porti assediati della Germania settentrionale. Nel 1814 il re Luigi XVIII fu trasportato da Londra in Francia sulla sua nave ammiraglia. Nel 1817 comandò la squadra navale incaricata di trasferire da Calais a San Pietroburgo un contingente di truppe russe di stanza in Francia.
Dopo la fine della guerra, e fino al 1827, comandò ogni anno lo squadra di evoluzione della flotta del Baltico. Il poeta Pëtr Andreevič Vjazemskij, che parlò con lui nel 1825 durante il viaggio da Reval a Kronstadt sul vascello Sisoy Velikii, ricordò l'ammiraglio come una persona coraggiosa, affettuosa, di buon carattere. L'8 febbraio 1824 fu promosso ammiraglio e nel 1831 si ritirò a vita privata e si stabilì a San Pietroburgo, dove visse il resto della sua vita, spegnendosi il 21 aprile 1841.

### Fonti
1. 1 2 3 4 5 6 7 8 9 10 11 12 13 14 15 16 17 18  Bruzelius.
2. 1 2 3  Urban 1822, p. 301.
3. 1 2 3 4 5 6 7 8 9 10 11 12 13 14 15 16 17 18  Proza.
4. ↑  Urban 1841, p. 203.
5. 1 2 3 4 5 6 7  Urban 1822, p. 302.
6. ↑  Urban 1841, p. 204.